# 加尼納猶太會堂
加尼納猶太會堂（英語：Kehila Kedosha Janina）是美國紐約曼哈頓的一座猶太會堂，位於下東區布魯姆街280號。這座猶太會堂修建於1925年至1927年，設計者是悉尼·道布（Sydney Daub）。加尼納猶太會堂現在是西半球唯一的羅馬尼奧猶太人會堂。羅馬尼奧猶太人和塞法迪猶太人及阿什肯納茲猶太人並不相同，據推在東地中海地區有近兩千年的歷史。
1999年11月30日，加尼納猶太會堂被列入國家史蹟名錄。2004年5月11日，加尼納猶太會堂被列入紐約市歷史地標。2006年，在建築師萊昂納德·科爾察米羅（Leonard Colchamiro）的指導下，加尼納猶太會堂進行了大規模修復。科爾察米羅是社區創建人之一的後裔。

## 歷史
加尼納猶太會堂是西半球唯一的羅馬尼奧猶太人會堂。當地會眾起源於1906年來自約阿尼納的希臘猶太人移民，但猶太會堂本身直到1927年才竣工。從會堂竣工至第二次世界大戰的這段時期是下東區羅馬尼奧猶太人社區的繁榮期。當時猶太會堂有三位拉比。在至聖日時，會堂通常僅有站席。第二次世界大戰之後，許多會眾搬到了曼哈頓的其它地區或紐約市其它行政區，包括哈萊姆、布朗克斯、布魯克林，但現在這些社區已不再活躍。
儘管和戰前的鼎盛時期相比，社區的規模一直在縮小，但會堂仍然在安息日和猶太節日時舉辦宗教活動。加尼納猶太會堂仍然維持了5,000人規模的郵件列表。每週日加尼納猶太會堂都會有導遊舉辦參觀活動，遊客亦可通過預約參加。

## 建築結構
加尼納猶太會堂是一座頗為獨特的羅馬尼奧猶太會堂。其呈南北走向，妥拉櫃位於北側（羅馬尼奧猶太會堂通常是東西走向）。高台位於主要聖所的中心（大多數羅馬尼奧猶太會堂將高台設在西牆）。但男人和女人分開座則是典型的猶太教正統派會堂特徵（所有的猶太教正統派會堂皆是如此）。二層的女性畫廊包含了一個博物館，展示希臘猶太人的歷史和生活，並且還設有一家禮品店。

## 在流行文化中
一部名為《布魯姆街最後的希臘人》（The Last Greeks on Broome Street）記錄了有關加尼納猶太會堂和社區的內容。這部紀錄片拍攝於2000年代早期，導遊、劇本和旁白均由艾德·阿斯基納茲（Ed Askinazi）擔任。他的曾祖父母是當地猶太人社區的創建人之一。

## 外部連結
- 官方网站
- Kehila Kedosha Janina （页面存档备份，存于） Modiya (Jews/Media/Religion)
- Kehila Kedosha Janina: The Last Greek Synagogue Documentary produced by The City Concealed